# Josiel
Josiel da Rocha, mais conhecido como Josiel (Rodeio Bonito, 7 de agosto de 1980), é um ex-futebolista brasileiro que atuava como atacante.

## Carreira
Foi formado nas divisões de base do Internacional de Santa Maria. Depois, entre 2001 e 2006, Josiel passou por vários times por empréstimo, tais como Pelotas, São José de Cachoeira (onde virou muito amigo do Messias, mestre de bateria em Cachoeira do Sul), Avenida, Juventude e Brasiliense. 
Finalmente, em 2007, já aos 27 anos de idade, estourou no Paraná Clube, depois de ter se tornado o artilheiro do Campeonato Brasileiro, com 20 gols marcados, em 38 jogos.
Valorizado, conseguiu sua transferência para o exterior no início de 2008, quando passou a jogar pelo Al-Wahda, dos Emirados Árabes Unidos. Contudo, em meados desse mesmo ano, sondado por dirigentes do Flamengo, acabou aceitando retornar ao futebol brasileiro para atuar pelo rubro-negro carioca. 
Muito contestado pela falta de gols, Josiel somente conseguiu deslanchar no Campeonato Carioca de 2009, quando marcou 11 gols e terminou na vice-artilharia do campeonato. Mesmo assim, continuou sendo criticado e perdeu a posição para Emerson. Pelo Campeonato Carioca de 2009, Josiel marcou importantes gols e ficou com a vice-artilharia do certame e com a artilharia do segundo turno, porém, curiosamente terminou o campeonato no banco de reservas em virtude da sua ainda constante irregularidade dentro de campo. Já ao fim da competição estadual, passou a viver com o drama do término do seu contrato de empréstimo, e viu seu nome ser especulado em diversos times brasileiros.
Em virtude do seu alto salário, algo próximo de R$ 140 mil, o Flamengo não se interessou por renovar o contrato do atacante e assim, ainda no começo do Campeonato Brasileiro, após vexatória derrota para o Coritiba por 5 a 0, Josiel foi dispensado do clube e voltou para o Al-Wahda, que logo em seguida o repassou para o Jaguares.
Em agosto de 2010, foi confirmado como novo reforço do Atlético Goianiense para a disputa do Campeonato Brasileiro da Série A. Em quase um ano de clube, o jogador sofreu com lesões e atuou em apenas 12 partidas.
Em julho de 2011, Josiel foi contratado pelo Paysandu para disputar a Série C do Campeonato Brasileiro. Porém, em 27 de outubro do mesmo ano, após ganhar a antipatia da torcida por fazer duras críticas à cidade de Belém pela internet, pede desligamento do clube.
Em 2012, Josiel foi contratado pelo Macaé para disputa do Campeonato Carioca de 2012. Impressionou ao marcar 8 gols em 7 jogos pelo clube, que chegou a ser o líder da segunda fase do Campeonato Carioca de Futebol de 2012 com 100% de aproveitamento e ainda esse ano, acertou com o Cuiabá, para a Série C. Marcou apenas um gol na disputa da Série C e foi dispensado em novembro de 2012.
Em dezembro de 2012, acertou com o Rio Branco, para 2013.
Em fevereiro de 2013 foi confirmado como novo reforço do Voltaço, para a disputa da Taça Rio.
Em julho de 2013, Josiel estava jogando no Esporte Clube Cometa, time amador da cidade de Itapiranga, no Oeste de Santa Catarina e em novembro, foi apresentado no União Frederiquense, atuando na temporada de 2014 e 2015.

## Títulos
Pelotas
- Seletiva Sul Minas: 2001

Juventude
- Campeonato do Interior: 2006

Flamengo
- Campeonato Brasileiro: 2009
- Campeonato Carioca: 2009
- Taça Rio: 2009

Atlético-Goianiense
- Campeonato Goiano: 2011

Paysandu
- Torneio Internacional de Paramaribo: 2011

## Prêmios
Individuais
- Troféu Rei do Gol: 2007
- Seleção do Campeonato Brasileiro: 2007
- Bola de Prata: 2007

Artilharias
- Campeonato Brasileiro: 2007 (20 gols)[9]
- Taça Rio: 2009 (7 gols)